# فهد المصيبيح
فهد المصيبيح، لاعب كرة قدم سعودي سابق، هو فهد بن محمد بن صالح المصيبيح مواليد الرياض عاصمة السعودية، 4 أبريل 1961م لعب لنادي الهلال، كما مثل المنتخب السعودي.
كان يلعب فهد في مركز الوسط وامتدت مسيرته الكروية لما يقارب ال11 حفلت بالبطولات والانجازات، وحفر أسمه في ذاكرة السعوديين بالمساهمة بأولى البطولات في تاريخ المنتخب.

## مسيرته الكروية
كانت بدايه اللاعب فهد محمد المصيبيح مع نادي الهلال عندما اخذه والده وكان صديقا للشيخ عبد الرحمن بن سعيد رحمه الله بتاريخ 5 / 1 / 1399 إلى استاد الملز لمشاركة شباب الهلال تدربياتهم تحت اشراف المدرب كارلوس والمدرب محمد الخراشي. وما أن شاهدوه حتى اوصوا بسرعة انضمامه وشارك شباب الهلال جميع المباريات في ذلك العام.
وفي نفس الموسم، قرر المدرب البرازيلي الشهير ماريو زاغالو الذي كان يشرف على تدريب الهلال آنذاك اشراك الثلاثي الشاب حسين البيشي وسلطان المهنا وفهد المصيبيح في إحدى المباريات الهامة والحساسة في خطوة جريئة من المدرب البرازيلي العجوز وظهر الثلاثي الهلالي الجديد في أفضل حالاتهم ونجحوا في فرض اسمائهم على الخارطة الزرقاء بفضل موهبتهم وطموحهم في خدمة فريقهم.
فكانت البداية والانطلاقة للنجم الخلوق فهد بن محمد المصيبيح الذي نجح مع زملائه لاعبي الهلال في الحصول على بطولة الدوري بعد منافسة حامية مع النصر في أول موسم كروي له وذلك عام 9/8/1399 هذا التفوق لفهد المصيبيح اجبر المدرب البرازيلي مانيللي الذي كان حينها مدربا لمنتخبنا الوطني على اختياره للقائمة الخضراء وتمكن المصيبيح من فرض نفسه ضمن التشكيلة الرئيسة وليس كلاعب احتياط كما يفعل بعض اللاعبين الصاعدين ومنها ظل نجم الاخلاق والروح الرياضية فهد المصيبيح لاعباً رئيسياً في الهلال والمنتخب بل أحد الاعمدة التي لايمكن الاستغناء عنها مهما كانت الأسباب والظروف.
حقق فهد المصيبيح القاباً كثيرة مع ناديه الهلال أهمها بطولات الدوري التي وصلت ل (6) القاب وكأس الملك وبطولة الخليج وغيرها من الالقاب الجماعيه مع النادي والمنتخب والفردية وفهد كان يتمتع بعقلية أحترافية ساهمت في فرض اسمه ونفسه على خارطة الهلال والمنتخب المتخمة بالنجوم في ذلك الوقت وفهد المصيبيح أهم ميزاته صناعته الرائعة للعب وقدرته على تغذية زملائه المهاجمين بالكرات السهلة التي تضعهم امام المرمى.

## مسيرته الدولية
تعتبر التصفيات الاولية والنهائية للوصول لكأس العالم 1982م في إسبانيا هي المحاولة الأولى الحقيقية لفهد المصيبيح في رحلته الدولية الشاقة مع الأخضر فقد شارك فهد مع المنتخب في التصفيات الاولية التي اقيمت في الرياض بمشاركة منتخبات العراق، قطر، سوريا، البحرين والتي يترشح منها منتخب واحد للادوار النهائية وتمكن فهد مع بقية زملائه نجوم الأخضر من الحصول على بطاقة التأهل بعد الفوز على العراق بنتيجة 1-0 وقطر والبحرين بنفس النتيجة ذاتها وفاز بنتيجة 2-0 على سوريا ليلحق المنتخب السعودي بالكويت والصين ونيوزلاندا.
بعد الترشيح للتصفيات النهائية عن قارة اسيا للوصول لكأس العالم 1982م ومواجهة الكويت والصين ونيوزلاندا خاض المنتخب السعودي لقاءات صعبة جداً في ظروف قاسية ساهمت بشكل مباشر في عدم الوصول لكأس العالم وكان اللاعب الخلوق فهد المصيبيح ضمن كوكبة النجوم التي شاركت في الانجازات الثلاثة الحصول على كأس آسيا 1984م و1988م والتأهل لأولمبياد لوس أنجلوس عام 1984م والتي قدم فيها نجوم الأخضر كل الفنون الكروية على أرض سنغافورة الغارقة بمياه الأمطار وفي دوحة قطر حيث المحافظة على اللقب الآسيوي والحصول عليه للمرة الثانية على التوالي.

## أعتزاله
بعد أنتهاء منافسات كأس الاتحاد لعام 1991م أعلن فهد المصيبيح فجأة أنه قرر الاعتزال وقد حاول محبوه ثنيه عن هذا القرار ولكن فهد المصيبيح اصر على ذلك وترك الملاعب وعشاقه ومحبيه من كل الاندية يتمنون استمراره لأنه مثال رائع للاعب الخلوق الذي ظل يمارس هوايته وهدفه المحافظة على التنافس الشريف واحترام كل الزملاء.
وبعد أن أعتزل المصيبيح الكرة كلاعب توجه للعمل الإداري واشرف على درجتي الشباب والناشئين بنادي الهلال عدة اعوام وفي الموسم الماضي قرر الهلاليون ترشيحه لمنصب مدير الكرة للفريق ومعه حصل الهلال على 4 بطولات كاس آسيا وكأس ولي العهد وكأس الأمير فيصل بن فهد وكأس المؤسس وغيرها من البطولات.
وأنتقل بعد عمله في الهلال للإتحاد السعودي لكرة القدم، حيث عمل مديراً للمنتخب الأول، وفي اعقاب الخروج من كأس آسيا 2011 بقطر، قدم استقالته وانضم للجان الاتحاد السعودي حيث يترأس حتى عام 2013 لجنة المسابقات.

## بطولاته كلاعب
- كاس الملك عام 1399 - 1400
- كاس الملك عام 1402
- كاس الملك عام 1404
- درع الدوري الممتاز عام 1405
- درع الدوري الممتاز عام 1406
- كاس انديه ابطال دول مجلس التعاون عام 1406
- كاس الاتحاد - الأمير فيصل بن فهد عام 1407 .
- درع الدوري الممتاز عام 1408 .
- كاس الملك عام 1409.
- كاس الاتحاد - الأمير فيصل بن فهد عام 1410 .
- درع الدوري الممتاز عام 1410 .
- التأهل لأولمبياد لوس انجلوس عام 1984م.
- بطولة كاس اسيا الثامنة عام 1984م في سنغافوره.
- بطوله كاس اسيا التاسعة عام 1988م بدولة قطر.

## روابط خارجية
- فهد المصيبيح على موقع الاتحاد الدولي (مؤرشف)  (الإنجليزية)
- فهد المصيبيح على موقع أوليمبيديا (الإنجليزية)